# 條紋短泳三鰭䲁
條紋短泳三鰭䲁（學名：Brachynectes fasciatus），為輻鰭魚綱䲁形目三鰭䲁科短泳三鰭䲁屬的一個種，分布於澳洲南部海岸至塔斯馬尼亞島海域，深度0至13公尺，本魚體短小強壯，呈柱狀，延伸至腹部，三個背鰭，身體褐色，側面有深色斑點，鰭上有波浪線，背部和尾鰭基部通常呈紫色，體長可達4.1公分，棲息在潮間帶的潮池，雌魚產附著性卵在藻類築的巢，雄魚會守護卵，幼魚為浮游性，生活習性不明。